# Краковський Сергій Вікторович
Сергі́й Ві́кторович Крако́вський (11 серпня 1960, Миколаїв, УРСР) — колишній радянський та український футболіст, воротар. Майстер спорту (1978).

## Біографія
Перші кроки в футболі працював у рідному місті під керівництвом відомого спеціаліста Станіслава Байди, котрий і визначив амплуа свого підопічного. Після одного з турнірів Сергія забрали до київського спортінтернату, куди він перейшов, будучи учнем 9-го класу. Пройшло зовсім небагато часу, а він вже був голкіпером збірної УРСР, а трохи згодом і юнацької збірної СРСР. У складі команди Бориса Ігнатьєва Краковський провів близько 70 матчів, однак на головних турнірах завжди був лише дублером Віктора Чанова, що однак не завадило Сергію отримати золоту медаль Чемпіонату Європи (1978) та срібло Чемпіонату Світу (1979).

Паралельно виступав Краковський і за дубль київського «Динамо». У 1978 році його навіть випустили на заміну у матчі основного складу проти «Пахтакора» (Ташкент). Сергій вийшов за рахунку 1:2, зумів врятувати ворота після чудового удару Михайла Ана зі штрафного та зберіг свої ворота в недоторканності. Здавалося, що після цього він зможе протоптати собі стежку до основи, проте гра проти узбеків так і лишилася єдиним поєдинком Краковського у вищій лізі у складі киян за два з половиною роки. Коли ж з Дніпропетровська до Києва перебрався Михайло Михайлов, Сергій остаточно зрозумів, що потрібно щось змінювати і погодився на пропозицію Лобановського перейти до «Дніпра». Від цього обміну виграли усі — і обидва голкіпери, і клуби.

У першому ж сезоні Краковський став основним голкіпером «Дніпра» та допоміг команді повернутися у вищу лігу, а наступного року відіграв усі 34 поєдинки у вищій лізі без замін. На той час у складі тренерського штабу дніпропетровського клубу працював колишній голкіпер Леонід Колтун, котрий значно збагатив багаж воротарських навичок молодого голкіпера.

У 1982 році з Краковським тренери ставили іншого голкіпера — Віктора Консевича, який грав навіть частіше. Проте на початку 1983 Консевич отримав травму, а у Краковського, як і в усієї команди, пішла гра. Так Сергій знову відіграв усі матчі чемпіонату без замін, а той сезон став для «Дніпра» чемпіонським. У вирішальному матчі, що відбувся у Дніпропетровську, «Дніпро» переміг московський «Спартак» з рахунком 4:2. В той час доволі часто над стадіоном «Метеор» лунала кричалка: «Від Дніпра і до Свердловська краще всіх Сергій Краковський».

Наступні два роки голкіпер провів на найвищому рівні і двічі потрапив до списків 33-х найкращих гравців під третім номером. А рівно через рік та один день після чемпіонського матчу проти «Спартака» Краковський відбив пенальті у матчі проти іншого «Спартака» — з Софії, таким чином допомігши команді здобути перемогу, а разом з нею і путівку у чвертьфінал Кубка Чемпіонів.

Проте вершиною кар'єри цього талановитого воротаря стали ігри проти французького «Бордо», до складу якого входили шестеро чемпіонів Європи, чемпіон Олімпійських ігор у Лос-Анжелесі, а також відомий португалець Фернанду Шалана та німець Дітер Мюллер. Цей зірковий склад лише одного разу зміг розпечатати ворота Краковського, якого французька преса назвали «диявольськи спритним воротарем». В середині першого тайму Мюллер вперше в кар'єрі не реалізував пенальті. Дніпряни змогли переломити хід поєдинку і звести його внічию 1:1. Матч-відповідь закінчився з таким самим рахунком, а у серії пенальті перемогли французи, чим вони аж надто пишалися, а їх головний тренер Еме Жаке сказав, що хлопці зробили неймовірне, забивши п'ять пенальті самому Краковському. Лише пізніше стало відомо, що нідерландська бригада арбітрів, яка обслуговувала перший матч, отримала хабара у розмірі 75 тисяч доларів.

У 1986 році, так і не зігравши жодного матчу за збірну Радянського Союзу, Сергій потрапив до списку 23-х гравців, які мали брати участь у Чемпіонаті світу, який відбувався у Мексиці. Там він був третім голкіпером за спинами Ріната Дасаєва та Віктора Чанова. За час його відсутності гарно проявив себе у «Дніпрі» Валерій Городов, який зрештою і витіснив Краковського зі складу.
Наступні два сезони Сергій проводив переважно на лаві запасних, проте в тих, матчах, у яких виходив на поле, проявив себе у повному обсязі. Саме він був основним голкіпером «Дніпра» у переможному кубковому турнірі 1989.

Дванадцять сезонів віддав Краковський дніпропетровській команді як гравець, після чого поїхав догравати в Ізраїль. Проте кар'єру закінчував на батьківщині, захищаючи кольори житомирського «Хіміка».

Немало років пропрацював Сергій Вікторович на посаді тренера у таких клубах, як «Металлург» (Запоріжжя), «Дніпро», «Зірка» (Кіровоград), «Уралан» (Еліста), «Арсенал» (Київ), «Кубань» (Краснодар).

А у 2007 Краковського було запрошено обійняти посаду тренера голкіперів київського «Динамо» , де він змінив Михайла Михайлова. Тренерська кар'єра у столичному клубі тривала майже стільки ж скільки і кар'єра гравця. І за іронією долі, змінив Краковського все той же Михайлов. За деякими даними керівництво клубу було незадоволене тим, що молоді голкіпери клубу перестали прогресувати.
На початку 2011 року відгукнувся на пропозицію Олега Протасова перейти до ФК «Ростов» , де також виконував функції тренера по роботі з воротарями, суміщаючи їх з роботою у збірній України. Однак у травні Протасов залишив Ростов, а разом з ним поїхав і Краковський, а у збірну Юрій Калитвинцев запросив своїм помічником Михайла Михайлова .

## Досягнення
- Дворазовий чемпіон СРСР (1983, 1988)
- Дворазовий срібний призер чемпіонатів СРСР (1987, 1989)
- Дворазовий бронзовий призер чемпіонатів СРСР (1984, 1985)
- Володар Кубка СРСР (1988/1989)
- Чемпіон Європи (U-18): 1978